# Marta Leleniewska
Marta Leleniewska (ur. 18 stycznia 1982 w Warszawie) – polska dziennikarka, prezenterka i aktorka.

## Biografia
Jest absolwentką Wydziału Pedagogicznego Uniwersytetu Warszawskiego. W latach 1995–1997 była zawodniczką klubu Skra Warszawa, była też zdobywczynią dwukrotnego „Mistrzostwa Warszawy Młodziczek w piłce siatkowej” w sezonach: 1995/96, 1996/97.
W 2001 zdobyła tytuł „Miss Warszawy 2001”, a w 2002 została „Miss Golden Fortune Top Model International” w Kijowie.
W 2002 została prezenterką pogody dla Dziennika TV4. W 2003 została prowadzącą program Muzyczne listy w TV4, a w 2004 dołączyła do zespołu Wydarzeń Polsatu, gdzie była prezenterką pogody oraz przygotowywała krótkie materiały do popołudniowego wydania. W 2008 dołączyła do grona prowadzących magazynu śniadaniowego TVP1 Kawa czy herbata?. W 2009 zakończyła współpracę z TVP. Od 2 kwietnia 2012 do 1 grudnia 2014 była współprowadzącą program 4Music w TV4.
W latach 2009–2011 grała w serialu Polsatu Malanowski i Partnerzy.

## Życie prywatne
W 2012 roku urodziła córkę, Kaję.

## Filmografia
- od 2023: Gliniarze jako biegła z cyberprzestępczości Lidia
- 2017: Listy do M. 3 jako (Obsada aktorska)
- 2017: Niania w wielkim mieście jako matka chłopca kontrolowana przez policjantów z ulicznego patrolu (odc. 1)
- 2014: Na sygnale jako rodząca kobieta (odc. 3)
- 2015: Policjantki i policjanci jako starszy sierżant Beata Gruda
- 2009–2011: Malanowski i Partnerzy jako Marta Leleniewska, asystentka detektywa (odc. 1-313)
- 2010: Plebania jako gość